# Horcajo Medianero
Horcajo Medianero är en kommun i Spanien.   Den ligger i provinsen Provincia de Salamanca och regionen Kastilien och Leon, i den centrala delen av landet, 150 km väster om huvudstaden Madrid. Antalet invånare är 250. Arean är 53 kvadratkilometer.
Terrängen i Horcajo Medianero är lite kuperad.